# Let's Get Serious
Albums de Jermaine Jackson
Frontiers
(1978) Jermaine
(1980)
Singles
1. Let's Get Serious
Sortie : 7 mars 1980
2. You're Supposed to Keep Your Love for Me
Sortie : 17 juin 1980

Let's Get Serious est le sixième album studio du chanteur américain Jermaine Jackson, sorti le 17 mars 1980 chez Motown.
Il atteint la sixième place du classement des albums Billboard 200 (alors appelé Top LPs & Tape) et est resté cinq semaines à la première place du classement  Top Black Albums,. Il s'est vendu à 900 000 exemplaires aux États-Unis et à 2 millions d'exemplaires dans le monde. C'est l'un des albums de Jermaine Jackson ayant rencontré le plus de succès.
L'album est notamment connu pour la chanson éponyme, Let's Get Serious, qui est le plus grand succès R&B de l'année 1980 aux États-Unis et se classe également dans le top 10 du Billboard Hot 100 américain et du Singles Chart britannique en juin 1980.

## Contexte
Après s'être séparé des Jackson Five en 1975, Jermaine Jackson enregistre et sort trois albums solo entre 1976 et 1978 (My Name Is Jermaine, Feel the Fire et Frontiers), qui ne rencontrent pas le succès escompté. Ayant besoin d'un succès, il fait appel à un ami de la famille, Stevie Wonder, qui écrit et produit trois chansons, dont la chanson-titre et le premier single de l'album, Let's Get Serious. Jermaine Jackson supervise les autres titres de l'album.

## Accueil critique
John Lowe, critique du site AllMusic, attribue quatre étoiles et demie à Let's Get Serious et le qualifie de « meilleur de ses albums Motown » en ajoutant : « [il] comprend des chansons et une production brillantes de Stevie Wonder. Pour une fois, Jermaine semblait inspiré, et ce sentiment se maintient tout au long de l'album. L'un des sommets de sa carrière, et l'effort en valait la peine ».

## Liste des titres
| 1. | Let's Get Serious           | - Lee Garrett (en) - Stevie Wonder                         | 8:05 |
| 2. | Where Are You Now           | - Renee Hardaway - Wonder                                  | 3:49 |
| 3. | You Got to Hurry Girl       | - Jermaine Jackson - Maureen Bailey - Paul M. Jackson, Jr. | 4:15 |
| 4. | We Can Put It Back Together | - Hazel G. Jackson - J. Jackson - Bailey                   | 5:08 |

| 1. | Burnin' Hot                              | - J. Jackson - Jim Foelber - Phyllis Molinary | 7:50 |
| 2. | You're Supposed to Keep Your Love for Me | Wonder                                        | 5:34 |
| 3. | Feelin' Free                             | - H. G. Jackson - J. Jackson - Bailey         | 7:59 |

## Crédits
- Jermaine Jackson – chant, chœurs, claquement de doigts (1, 2, 6), claviers (3, 4, 5, 7), guitaree basse (3, 4, 5, 7), percussion (3, 4, 5, 7) ; cuivres, arrangements rythmiques et des cordes (3, 4, 5, 7)
- Stevie Wonder – Fender Rhodes (1, 2, 6), piano acoustique (1, 2, 6), synthétiseurs (1, 2, 6), celesta (1, 2, 6), guitare (1, 2, 6), batterie (1, 2, 6), claquement de doigts (1, 2, 6), arrangements (1, 2, 6), chœurs (1, 2, 6)
- Isaiah Sanders – clavinet (1, 2, 6)
- Kevin Bassinson – claviers (3, 4, 5, 7)
- Greg Phillinganes – claviers (3, 4, 5, 7)
- Joe Sample – claviers (3, 4, 5, 7)
- Gary S. Scott – basse synthé (3, 4, 5, 7)
- Ben Bridges – guitare (1, 2, 6)
- Rick Zunigar – guitare (1, 2, 6)
- Paul Jackson, Jr. – guitare (3, 4, 5, 7), percussion (3, 4, 5, 7), rhythm arrangements (3)
- Tim May – guitare (3, 4, 5, 7)
- Nathan Watts – guitare basse (1, 2, 6), battements de mains (1, 2, 6)
- Scott Edwards – guitare basse (3, 4, 5, 7)
- Eddie N. Watkins, Jr. – guitare basse (3, 4, 5, 7)
- Dennis Davis – batterie (1, 2, 6)
- Ollie E. Brown – batterie (3, 4, 5, 7)
- Ed Greene – batterie (3, 4, 5, 7)
- Earl DeRouen – congas (1, 2, 6), battements de mains (1, 2, 6)
- Keith Harris – battements de mains (1, 2, 6)
- Dick Rudolph – battements de mains (1, 2, 6)
- Abdoulaye Soumare – battements de mains (1, 2, 6)
- Reggie Wiggins – battements de mains (1, 2, 6)
- Gary Coleman – percussion (3, 4, 5, 7)
- Gene Estes – percussion (3, 4, 5, 7)
- Emil Richards – percussion (3, 4, 5, 7)
- Larry Gittens – trompette (1, 2, 6)
- Don Peake – arrangements des cuivres (3, 4, 5, 7), cordes (3, 4, 5, 7), rythmiques (4, 5, 7)
- Alexandra Brown – chœurs (1, 2, 6)
- Marva Holcolm – chœurs (1, 2, 6)
- Angela Winbush – chœurs (1, 2, 6)
- T.K. Carter – chœurs (3, 4, 5)
- Carolyn Cook – chœurs (3, 4, 5)
- Suzee Ikeda – chœurs (3, 4, 5)
- Hazel G. Jackson – chœurs (3, 5)
- Tina Madison – chœurs (3, 4)
- Danny Smith – chœurs (3, 4, 5)

### Production
- Producteurs – Stevie Wonder (pistes 1, 2, 6); Jermaine Jackson (3, 4, 5, 7).
- Producteurs délégués – Berry Gordy, Jr. et Hazel G. Jackson
- Ingénieurs du son – Jane Clark, Bob Harlan, Cal Harris, Frank Kramer, Steve Miller, John Mills, Gary Olazabal, Ginny Pallante, Bob Robitaille, Abdoulaye Soumare et Russ Terrana.
- Coordinateur de l'album – Suzee Ikeda
- Direction artistique – John Cabalka
- Conception – Ginny Livingston
- Photographie – Claude Mougin

## Classements et certifications
| Classement (1980)             | Meilleure position |
| ----------------------------- | ------------------ |
| Australie (Kent Music Report) | 78                 |
| États-Unis (Top LPs & Tape)   | 6                  |
| États-Unis (Top Black Albums) | 1                  |
| Royaume-Uni (UK Albums Chart) | 22                 |

| Classement (1980)             | Position |
| ----------------------------- | -------- |
| États-Unis (Top LPs & Tape)   | 42       |
| États-Unis (Top Black Albums) | 5        |

### Certifications
| Région                                | Certification | Ventes/Streams |
| ------------------------------------- | ------------- | -------------- |
| États-Unis (RIAA)                     | Or            | 500 000^       |
| ^Mise en rayon selon la certification |               |                |